# Neuberg im Burgenland
Neuberg im Burgenland è un comune austriaco di 954 abitanti nel distretto di Güssing, in Burgenland. Abitato anche da croati del Burgenland, è un comune bilingue; il suo nome in croato è Nova Gora.